# Bào đồng lá thu
Bào đồng lá thu (danh pháp khoa học: Paulownia catalpifolia) là một loài thực vật thuộc họ Paulowniaceae. Đây là loài đặc hữu của Trung Quốc. Nó được De Yuan Hong mô tả chính thức năm 1998 trên cơ sở mô tả năm 1976 của Tong Gong.
Gọi là bào đồng lá thu là do lá của nó giống lá của cây thu (Catalpa bungei).

## Mô tả
Cây gỗ; tán lớn và cao. Thân thẳng. Lá thường hình trứng-hình tim hẹp, chiều dài khoảng 2 lần chiều rộng, xa trục lông măng hình sao rậm, gần trục nhẵn nhụi, mép lá nguyên hay gợn sóng và góc cạnh, đỉnh nhọn hoắt. Cụm hoa hình chóp hay hình nón hẹp, thường dưới 35 cm; cuống xim hoa cũng gần dài bằng cuống hoa. Đài hoa hình chuông nông, dưới 2 cm, nhẵn sau khi nở hoa; thùy 1/3-2/5 chiều dài đài hoa, hình tam giác đến hình trứng. Tràng hoa màu tía nhạt, hình ống-hình phễu hẹp, dài 7–8 cm, rộng dưới 3,5 cm, có gờ mặt bụng, mặt trong với nhiều đốm nhỏ màu tía, đáy cong về phía trước; họng khoảng 1,5 cm, đỉnh có đường kính dưới 3,5 cm. Quả nang hình elipxoit, 4,5-5,5 cm, có lông hình sao khi non; vỏ quả ngoài dày đến 3 mm. Ra hoa thán 4, tạo quả tháng 7-8.

## Môi trường sống
Mọc ở cao độ thấp. Có tại Trâu Thành, địa cấp thị Tế Ninh, tỉnh Sơn Đông, Trung Quốc.

## Lai ghép
Loài này lai ghép được với Paulownia tomentosa, tạo ra loài lai ghép Paulownia × henanensis có ở tỉnh Hà Nam, Trung Quốc.